# Huis Hardenberg
Het Huis Hardenberg is een kasteeltje, gelegen tussen het Duitse Anholt en het Nederlandse Gendringen.
Het huis ligt aan een zijtak van de Oude IJssel en dateert uit de 14e eeuw. In 1347 werd Dietrich van Zuilen (ook bekend onder de naam Dirck van Zulen) als heer van Hardenberg genoemd. Van het oorspronkelijke gebouw, een vierkant gebouw met vier hoektorens, resteren nog twee vleugels. In vroeger jaren lag het precies op de grens tussen het graafschap Zutphen en de heerlijkheid Anholt. De voorhof lag in het graafschap Zutphen en het huis in de heerlijkheid Anholt. Anno 2009 ligt het gebouw aan de Duitse zijde van de grens (gemeente Isselburg).

## Afbeeldingen

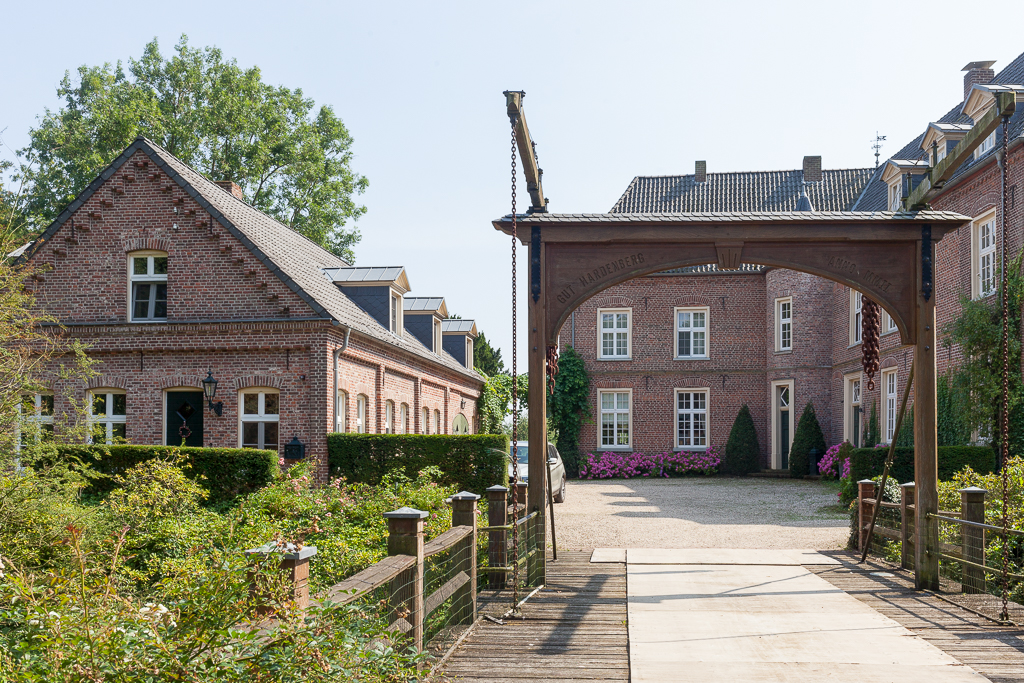
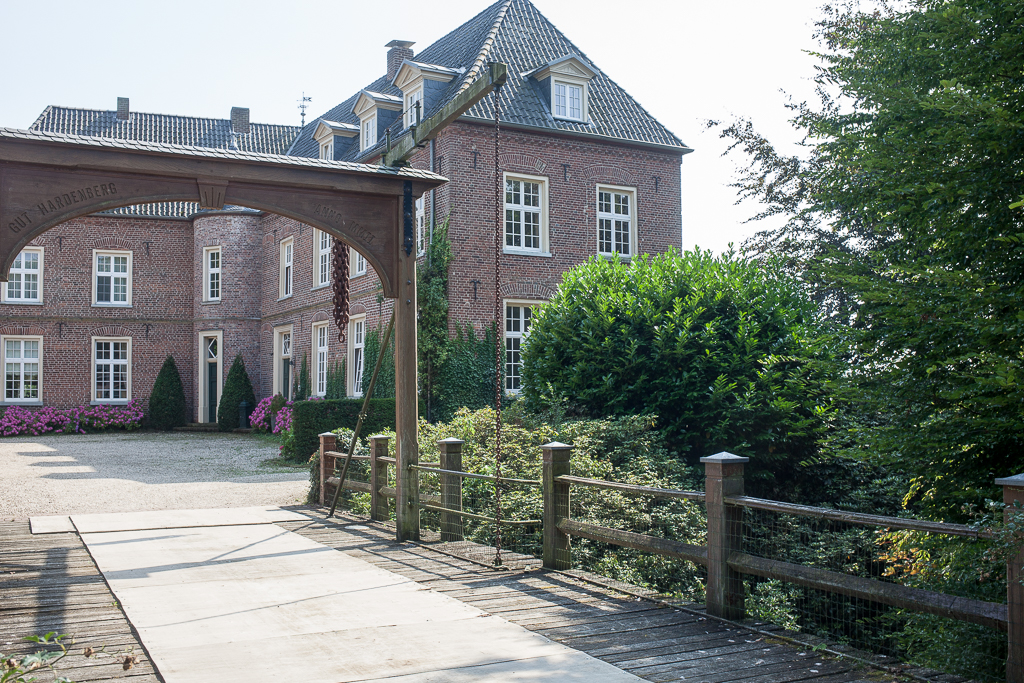